# Волеренга (хоккейный клуб)
«Волеренга» (норв. Vålerenga) — норвежский хоккейный клуб из города Осло. Основан в 1913 году. Клуб является самым титулованным за историю чемпионата (26 побед). В марте 2014 году клуб получил приглашение на вступление в Континентальную хоккейную лигу.
Арена клуба «Джордай Амфи», расположенная в восточной части Осло, была построена для зимних Олимпийских игр 1952 года.
Петер Форсберг и Маркус Нэслунд когда-то играли в товарищеском матче за «Волеренгу», когда отец Форсберга был тренером.
Во время локаута НХЛ в сезоне 2004/05, за «Волеренгу» играли Скотт Хартнелл и Крис Мэйсон. Хартнелл получил MVP плей-офф в этом сезоне.
Клуб воспитал таких игроков как Патрик Торесен и Матс Цукарелло, однако они не играли на высоком уровне для клуба.

## Достижения
- Норвежская хоккейная лига:
  - Победители (26)  : 1960, 1962, 1963, 1965, 1966, 1967, 1968, 1969, 1970, 1971, 1973, 1982, 1987, 1988, 1991, 1992, 1993, 1998, 1999, 2001, 2003, 2005, 2006, 2007.

## Статистика
Статистика клуба в последние 5 сезонов.
| Чемпион Норвегии | Победа в регулярном сезоне | Вышли в дивизион | Вылетели из дивизиона |

| Сезон   | Лига       | Регулярный сезон | Регулярный сезон | Регулярный сезон | Регулярный сезон | Регулярный сезон | Регулярный сезон | Регулярный сезон | Регулярный сезон | Регулярный сезон | Плей-офф                                    |
| Сезон   | Лига       | И                | В                | П                | OTW              | OTL              | ЗШ               | ПШ               | О                | Место            | Плей-офф                                    |
| ------- | ---------- | ---------------- | ---------------- | ---------------- | ---------------- | ---------------- | ---------------- | ---------------- | ---------------- | ---------------- | ------------------------------------------- |
| 2008–09 | GET-ligaen | 45               | 28               | 11               | 2                | 4                | 180              | 95               | 89               | 2nd              | Выиграли Чемпионат Норвегии, 4–2 (Sparta)   |
| 2009–10 | GET-ligaen | 48               | 25               | 9                | 9                | 5                | 162              | 107              | 98               | 1st              | Проиграли в финале, 2–4 (Stavanger)         |
| 2010–11 | GET-ligaen | 45               | 25               | 10               | 5                | 5                | 140              | 94               | 90               | 3rd              | Проиграли в четвертьфинале, 1–4 (Lørenskog) |
| 2011–12 | GET-ligaen | 45               | 28               | 14               | 1                | 2                | 209              | 131              | 88               | 3rd              | Проиграли в полуфинале, 2–4 (Lørenskog)     |
| 2012–13 | GET-ligaen | 45               | 30               | 9                | 3                | 3                | 184              | 124              | 99               | 1st              | Проиграли в финале, 2–4 (Stavanger)         |